# Cuando el río suena...
Cuando el río suena… es el tercer álbum de estudio de la cantante española Rozalén, producido por Ismael Guijarro.

## Historia
Su lanzamiento se llevó a cabo el 15 de septiembre de 2017 y consagrándose en la primera semana en el puesto número 1 de todas las plataformas digitales y consiguiendo también el primer puesto en ventas. Este es, de sus tres álbumes el que la artista considera como más personal, ya que cuenta historias de su propia vida y la de su familia.
El álbum se compone de 11 canciones que son el resultado de su viaje interior realizado en los dos años transcurridos desde la publicación de su disco anterior “Quién me ha visto…”. La Gira Cuando El Río Suena llevó a la albaceteña a presentar su disco por todo el mundo desde finales de 2017 hasta finales de 2019.

## Lista de canciones
1. La puerta violeta - 3:23
2. Dragón rojo - 3:25
3. Girasoles - 3:40
4. Justo - 4:15
5. La que baila para ti - 3:00
6. Antes de verte - 3:55 (con Kevin Johansen)
7. Tu nombre - 3:01
8. El hijo de la abuela - 3:27
9. Amor prohibido - 4:12
10. Volver a los diecisiete - 4:00
11. Respect - 4:02 (bonus track)

## Certificaciones
Disco de Platino